# Hamptjärnen (Sättna socken, Medelpad)
Hamptjärnen är en sjö i Sundsvalls kommun i Medelpad och ingår i Selångersåns huvudavrinningsområde.